# Chicago Cubs
Chicago Cubs is een Amerikaanse honkbalclub uit Chicago, Illinois. De club is in 1876 opgericht onder de naam Chicago Colts. De Cubs is een van de twee clubs uit Chicago die in de Major League Baseball speelt. De andere is de Chicago White Sox.
De Cubs spelen in de Major League Baseball. Ze komen uit in de Central Division van de National League. Het stadion van de Cubs heet Wrigley Field. Ze hebben drie keer de World Series gewonnen: in 1907, 1908 en 2016.

## Cubs Hall Of Famers
Van 1870 t/m 1889 als Chicago White Stockings, van 1890 t/m 1897 als Chicago Colts, van 1898 t/m 1902 als Chicago Orphans, en van 1903 t/m heden als Chicago Cubs.

Tussen haakjes: jaren actief bij de club.
| Speler - Pete Alexander (1918 - 1926) - Cap Anson (1876 - 1897) - Richie Ashburn (1960 - 1961) - Ernie Banks (1953 - 1971) - Roger Bresnahan (1900, 1913 - 1915) - Lou Brock (1961 - 1964) - Mordecai Brown (1904 - 1912, 1916) - Frank Chance (1898 - 1912) - John Clarkson (1884 - 1887) - Kiki Cuyler (1928 - 1935) - Andre Dawson (1987 - 1992) - Dizzy Dean (1938 - 1941) - Hugh Duffy (1888 - 1889) - Dennis Eckersley (1984 - 1986) - Johnny Evers (1902 - 1913) - Jimmie Foxx (1942, 1944) - Goose Gossage (1988) - Clark Griffith (1893 - 1900) - Burleigh Grimes (1932 - 1933) - Gabby Hartnett (1922 - 1940) - Billy Herman (1931 - 1941) | - Rogers Hornsby (1929 - 1932) - Monte Irvin (1956) - Ferguson Jenkins (1966 - 1973, 1982 - 1983) - George Kelly (1930) - King Kelly (1880 - 1886) - Ralph Kiner (1953 - 1954) - Chuck Klein (1934 - 1936) - Tony LaRussa (1973) - Tony Lazzeri (1938) - Fred Lindstrom (1935) - Greg Maddux (1986 - 1992, 2004 - 2006) - Rabbit Maranville (1925) - Robin Roberts (1966) - Ryne Sandberg (1982 - 1997) - Ron Santo (1960 - 1974) - Al Spalding (1876 - 1878) - Bruce Sutter (1976 - 1980) - Joe Tinker (1902 - 1912, 1916) - Rube Waddell (1901) - Deacon White (1876) | - Hoyt Wilhelm (1970) - Billy Williams (1959 - 1974) - Hack Wilson (1926 - 1931) Manager - Lou Boudreau (1960) - Leo Durocher (1966 - 1972) - Frankie Frisch (1949 - 1951) - Joseph McCarthy (1926 - 1930) - Hank O'Day (1914) Team President - William Hulbert (1871 - 1881) |

## Overige bekende oud Cubs spelers
| - Moisés Alou (2002 - 2004) - Michael Barrett (2004 - 2007) - Glenn Beckert (1965 - 1973) - Bill Buckner (1977 - 1984) - Phil Cavarretta (1934 - 1953) - Jody Davis (1981 - 1988) - Ryan Dempster (2004 - 2012) - Bob Dernier (1984 - 1987) - Shawon Dunston (1985 - 1995, 1997) - Mark Grace (1988 - 2000) - Stan Hack (1932 - 1947, 1954 - 1956 als manager) - Bill Hands (1966 - 1972) - Ken Holtzman (1965 - 1971, 1978 - 1979) - Randy Hundley (1966 - 1973, 1976 - 1977) | - Randy Jackson (1950 - 1955, 1959) - Don Kessinger (1964 - 1975) - Derrek Lee (2004 - 2010) - Ted Lilly (2007 - 2010) - Rick Monday (1972 - 1976) - Keith Moreland (1982 - 1987) - Bill Nicholson (1939 - 1948) - Andy Pafko (1943 - 1951) - Corey Patterson (2000 - 2005) - Aramis Ramírez (2003 - 2011) - Rick Reuschel (1972 - 1981, 1983 - 1984) - Charlie Root (1926 - 1941) - Bob Rush (1948 - 1957) | - Hank Sauer (1949 - 1955) - Lee Smith (1980 - 1987) - Alfonso Soriano (2007 - 2013) - Sammy Sosa (1992 - 2004) - Geovany Soto (2005 - 2012) - Riggs Stephenson (1926 - 1934) - Rick Sutcliffe (1984 - 1991) - Kerry Wood (1998, 2000 - 2008) - Carlos Zambrano (2001 - 2011) - Heinie Zimmerman (1907 - 1916) |

## Contact

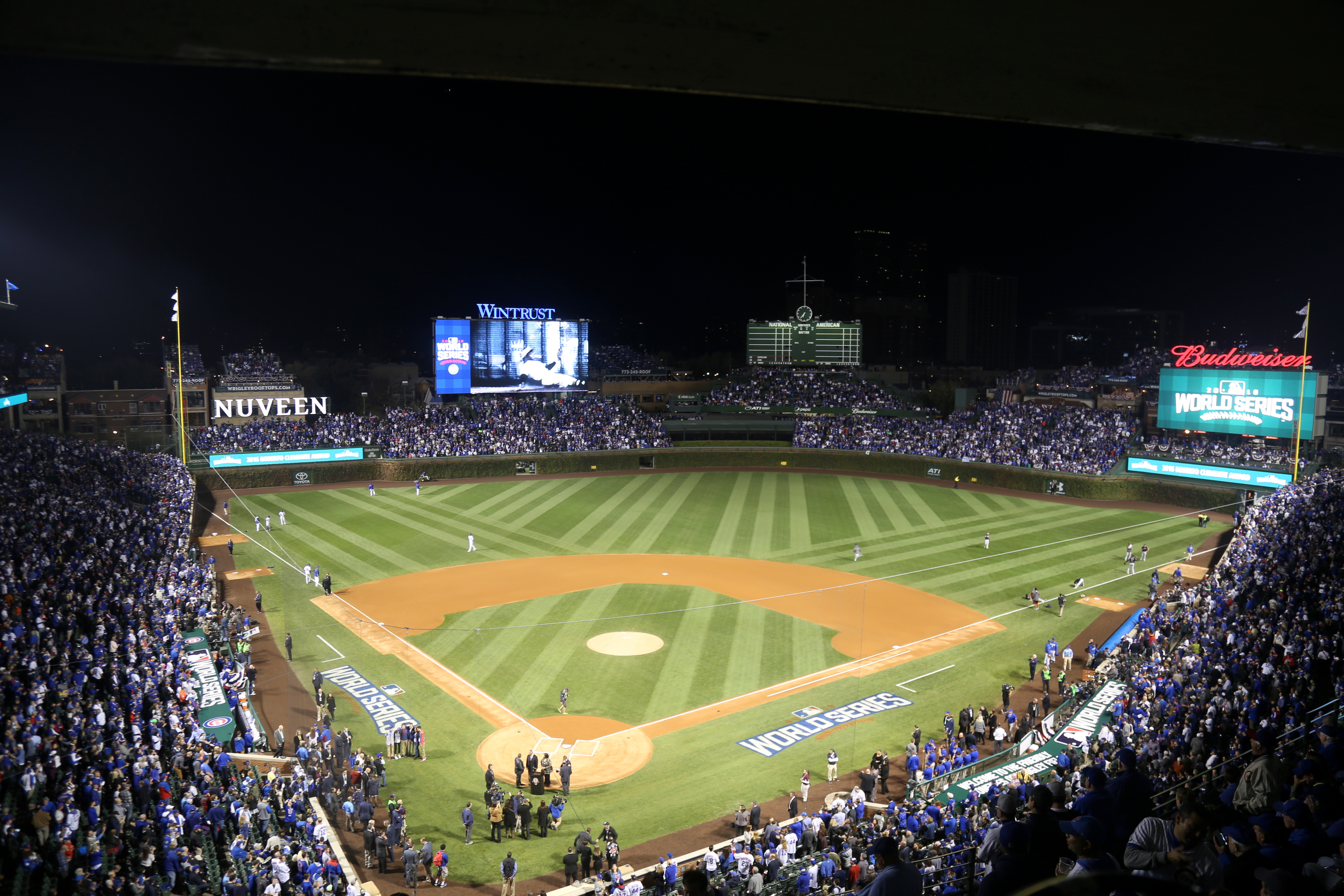
Wrigley Field tijdens de World Series van 2016

- Chicago Cubs, Wrigley Field, 1060 West Addison Street, Chicago, IL 60613 (U.S.A.)

## Front Office
- Owner(s): Thomas S. Ricketts, Laura Ricketts, Pete Ricketts, Todd Ricketts, Joe Ricketts, Tribune Company
- Chairman: Thomas S. Ricketts
- Manager: David Ross
- General Manager: Jed Hoyer
- President of Baseball Operations: Theo Epstein

## Erelijst
Van 1870 t/m 1889 als Chicago White Stockings, van 1890 t/m 1897 als Chicago Colts, van 1898 t/m 1902 als Chicago Orphans, en van 1903 t/m heden als Chicago Cubs.
- Winnaar World Series (3×): 1907, 1908, 2016
- Runners-up World Series (8×): 1906, 1910, 1918, 1929, 1932, 1935, 1938, 1945
- Winnaar National League (17×): 1876, 1880, 1881, 1882, 1885, 1886, 1906, 1907, 1908, 1910, 1918, 1929, 1932, 1935, 1938, 1945, 2016
- Winnaar National League Central (6×): 2003, 2007, 2008, 2016, 2017, 2020
- Winnaar National League East (2×): 1984, 1989
- Winnaar National League Wild Card (van 1994 t/m heden) (2×): 1998, 2015
- National League Wild Card Game (van 2012 t/m 2019 en 2021) (2×): 2015, 2018
- National League Wild Card Series (2020 en sinds 2022) (1×): 2020

## Actuele 40-Man Roster

Cap Logo

✚ Op het inactive roster | ✚✚ Op de 60-day disabled list

Per 26 oktober 2017
| Pitchers - 49 Jake Arrieta - 33 Eddie Butler - 71 Wade Davis - 32 Brian Duensing - 06 Carl Edwards Jr. - -- Luke Farrell - 52 Justin Grimm - 28 Kyle Hendricks - 41 John Lackey - 34 Jon Lester - 36 Dillon Maples - 24 Alec Mills - 38 Mike Montgomery - 62 José Quintana - 56 Héctor Rondón - 46 Pedro Strop - 39 Jen-Ho Tseng - 19 Koji Uehara - 74 Duane Underwood Jr. - 37 Justin Wilson - 29 Rob Zastryzny | Catchers - 13 Alex Avila - 20 Victor Caratini - 40 Willson Contreras - 43 Taylor Davis - 07 René Rivera Infielders - 09 Javier Báez - 17 Kris Bryant - 08 Ian Happ - 02 Tommy La Stella - 44 Anthony Rizzo - 27 Addison Russell - 18 Ben Zobrist Outfielders - 05 Albert Almora Jr. - 22 Jason Heyward - 30 Jon Jay - 24 Leonys Martín - 12 Kyle Schwarber - 21 Mark Zagunis | Manager - 70 Joe Maddon (overleden 2019) Coaches - 64 Henry Blanco (Quality Control Coach) - 58 Mike Borzello (Catching Coach) - 25 Chris Bosio (Pitching Coach) - -- Brian Butterfield (Third Base Coach) - -- Chili Davis (Hitting Coach) - -- Andy Haines (Assistant Hitting Coach) - 16 Brandon Hyde (First Base Coach) - 04 Dave Martinez (Bench Coach) - 95 Chad Noble (Bullpen Catcher) - 35 Lester Strode (Bullpen Coach) |